# オーストラル諸島
オーストラル諸島（フランス語: Îles Australes）とは南太平洋フランス領ポリネシアに属する諸島である。トゥブアイ諸島（タヒチ語: Tupua'i）とバス諸島（フランス語: Îles basses）から構成されている。

## 概要
オーストラルとはフランス語で「南方」という意味であり、タヒチの南640～1,300kmに位置している。5島が有人島嶼で、あと幾つか小さい環礁が見られる。最東端のラパ島は他の島嶼から相当離れており、ラパ・ヌイとも呼ばれるイースター島に文化的に近いといわれているが、イースター島からも2,000km近く離れている孤島である。
1881年にフランス領となった。
トゥブアイ諸島は、映画『戦艦バウンティ』の中で、人喰い人のいる島として描かれた。

## 地理
- トゥブアイ諸島
  - マリア島（英語版）（南緯21度48分00秒 西経154度41分00秒 / 南緯21.80000度 西経154.68333度）
  - リマタラ島（南緯22度38分25秒 西経152度50分16秒 / 南緯22.64028度 西経152.83778度）
  - ルルツ島（南緯22度29分04秒 西経151度20分03秒 / 南緯22.48444度 西経151.33417度）
  - トゥブアイ島（南緯23度23分00秒 西経149度27分00秒 / 南緯23.38333度 西経149.45000度）
  - ライヴァヴァエ島（英語版）（南緯23度52分00秒 西経147度40分00秒 / 南緯23.86667度 西経147.66667度）

- バス諸島（英語版）
  - ラパ（ラパ・イチ）島（南緯27度35分00秒 西経144度20分00秒 / 南緯27.58333度 西経144.33333度）
  - マロティリ島（英語版）（南緯27度55分00秒 西経143度26分00秒 / 南緯27.91667度 西経143.43333度）